# Raymond Dupuytrem
Raymond Dupuytrem (9 septembre 1863, château de Vauréal - 13 janvier 1927, Bayonne) est un homme politique français.

## Biographie
Raymond Dupuytrem est le fils de Louis Dupuytren, magistrat, membre du Conseil d'escompte de la Banque de France, et d'Adèle Jullien-Gatineau.
Industriel, important propriétaire dans la Vienne, il régit ses domaines en gentilhomme campagnard, faisaient de lui un important personnage départemental. Il est, en son château des Martins (Bignoux), le créateur et maître d'équipage des Martins - Rallye Plessis, en forêts de Châteauroux, de Moulière et de Mareuil.
Cette notoriété l'amène à se présenter aux élections générales législatives du 22 septembre 1889, sous l'étiquette d'indépendant, dans la deuxième circonscription de Poitiers. Proclamé élu au premier tour de scrutin, il siège, dès le début de la législature, comme secrétaire provisoire de la Chambre. Suite à l'invalidation de l'élection, il retrouve son siège lors de l'élection partielle du 12 janvier 1890.
Raymond Dupuytrem est à nouveau nommé secrétaire provisoire de la Chambre pour l'année 1891 et entre dans diverses Commissions spéciales, dont celle chargée de l'examen du projet de loi sur la marine marchande (1892). Il rédige plusieurs rapports sur des projets de loi d'intérêt local, mais ne se manifeste pas à la tribune.
Il retrouve son siège aux élections générales du 20 août 1893, toujours au premier tour de scrutin. Membre de diverses Commissions spéciales, dont celle de la marine, il dépose une proposition de loi tendant à autoriser la preuve des imputations diffamatoires en matière électorale (1894). Il rapporte, comme sous la législature précédente, des projets de loi d'intérêt purement local, mais ne prend jamais la parole en séance publique.
Réélu aux élections générales du 8 mai 1898, toujours au premier tour de scrutin, il appartient à diverses Commissions spéciales et présente une proposition de loi relative à l'imputation des frais d'établissement des cartes électorales pour les élections législatives et pour les élections au Conseil général. Il rapporte quelques pétitions mais ne fait pas entendre sa voix.
Il ne se représente pas aux élections générales des 27 avril et 11 mai 1902, mais n'abandonne pas pour autant la politique. Il est, en effet, conseiller général du canton de Saint-Julien-l'Ars, de 1895 à 1904.
Retiré de la vie publique, il meurt à Bayonne, le 13 janvier 1927.

## Sources
1. ↑  Équipage des Martins - Rallye Plessis (1883 - 1907)

- « Raymond Dupuytrem », dans le Dictionnaire des parlementaires français (1889-1940), sous la direction de Jean Jolly, PUF, 1960 [détail de l’édition]